# EA Montreal
EA Montreal — студия-разработчик видеоигр, принадлежащая и управляемая Electronic Arts. Студия основана в Монреале, провинция Квебек (Канада).

## История
Компания была открыта EA 17 марта 2004. Создателем студии является Алейн Таскан (англ. Alain Tascan), бывший работник Ubisoft и BAM! Entertainment. EA Montreal является примером создания корпорацией EA новой компании из чистого листа, вместо приобретения уже существующего. В 2006 году с приобретением JAMDAT, её монреальские отделения были объединены с EA Montreal, но всё же EA Montreal и EA Mobile Montreal (бывший JAMDAT) работают отдельно. В 2007 году после разделения студии на четыре отделения, EA Montreal стал частью EA Games Label (президентом которого является Фрэнк Гайби (англ. Frank Gibeau). EA Montreal отвечает за две оригинальных франшизы: Boogie и Army Of Two, а также других тайтлов при сотрудничестве с другими студиями EA.

## Игры
Разработанные компанией игры:
- SSX On Tour (PlayStation Portable) (вышла в Северной Америке в октябре 2005)
- NHL 07 (PS2, Xbox, PC, PlayStation Portable) (вышла в Северной Америке в сентябре 2006)
- SSX Blur (Wii) (вышла в Северной Америке в феврале 2007)
- Boogie (вышла в августе 2007)
- Army of Two (Xbox 360, PlayStation 3) (вышла в Северной Америке 4 марта 2008)
- Boogie Superstar (Wii) (вышла в октябре 2008)
- Skate It (Wii) (вышла в ноябре 2008)
- Spore Hero (with Maxis) (Wii) (вышла в Северной Америке 6 октября 2009 и во всём мире 8 октября 2009)
- Need for Speed: Nitro (Wii) (вышла в Северной Америке в Ноябре 2009)
- Army of Two: The 40th Day (Xbox 360, PlayStation 3, PlayStation Portable) (вышла в Северной Америке 12 января 2010)
- The Sims 3: High-End Loft Stuff (PC) (вышла в Северной Америке 2 февраля 2010)

## Ключевые фигуры
- Генеральный директор: Алэйн Таскан (англ. Alain Tascan)
- Исполнительный продюсер: Рейд Шнайдер (англ. Reid Schneider)
- Исполнительный продюсер: Джо Бут (англ. Joe Booth)
- Продюсер: Алекс Хайдер (англ. Alex Hyder)
- Операционный директор: Мартин Гордоу (англ. Martin Gourdeau)
- Режиссёр видеоставок: Франсуа Пеллетье (англ. Francois Pelletier)
- Дизайн-директор: Вандер Кабальеро (англ. Vander Caballero)
- Технический руководитель: Сергей Савченко
- Дизайнер концепций: Мартайн Стайнрукен (англ. Martijn Steinrucken)
- Руководитель кадров: Джефф Голдштейн (англ. Jeff Goldstein)
- Помощник руководителя кадров: Гийом Лапойнт-Дайон (англ. Guillaume Lapointe-Dion)

## Расположение
Студия EA Montreal расположена на 3 Place Ville-Marie, деловом районе Монреаля.
Electronic Arts Montreal

Suite 12350 — 3, Place Ville Marie

Montreal, QC

H3B 5L6